# Mexico op de Olympische Zomerspelen 1936
Mexico nam deel aan de Olympische Zomerspelen 1936 in Berlijn, Duitsland. Met drie keer brons werd het grootst aantal medailles tot dan toe behaald.

## Medailleoverzicht
| Sport     | Olympiër | Onderdeel   | Medaille |
| --------- | --- | ----------- | -------- |
| Basketbal | Carlos Borja Víctor Borja Rodolfo Choperena Luis de la Vega Raúl Fernández Andrés Gómez Silvio Hernández Francisco Martínez Jesús Olmos José Pamplona Greer Skousen | mannen      | Brons    |
| Boksen    | Fidel Ortiz | -53,5kg (m) | Brons    |
| Polo      | Juan Gracia Julio Mueller Antonio Nava Alberto Ramos Sesma | mannen      | Brons    |

## Deelnemers en resultaten
(m) = mannen, (v) = vrouwen 

### Atletiek
| Olympiër          | Discipline               | Resultaat | Prestatie                     |
| ----------------- | ------------------------ | --------- | ----------------------------- |
| Pascual Gutiérrez | 100m (m)                 | DNS       | serie 7: niet gestart         |
| Valentín González | 5000m (m)                | series    | serie 2: 13de                 |
| Valentín González | 10000m (m)               | DNS       | niet gestart                  |
| Pascual Gutiérrez | verspringen (m)          | onbekend  | 7,15m                         |
| Rigoberto Pérez   | polsstokhoogspringen (m) | 29e       | kwalificatie: 29ste met 3,50m |

### Basketbal
| Olympiër | Discipline | Resultaat | Prestatie |
| --- | ---------- | --------- | --- |
| Carlos Borja Víctor Borja Rodolfo Choperena Luis de la Vega Raúl Fernández Andrés Gómez Silvio Hernández Francisco Martínez Jesús Olmos José Pamplona Greer Skousen | mannen     | Brons     | 1ste ronde: W van België: 32-9 2de ronde: V van Filipijnen: 30-32 2de ronde herkansingen: W van Egypte: 32-10 3de ronde: W van Japan: 28-22 kwartfinale: W van Italië: 34-17 halve finale: V van Verenigde Staten: 10-25 bronzen finale: W van Polen: 26-12 |

### Boksen
| Olympiër        | Discipline  | Resultaat | Prestatie |
| --------------- | ----------- | --------- | --- |
| Fidel Ortiz     | -53,5kg (m) | Brons     | 1ste ronde: W van CAN Lacelles: punten 2de ronde: W van GBR Barnes: punten kwartfinale: W van RSA Hannan: punten halve finale: V van USA Wilson: punten bronzen finale: W van SWE Cederberg: punten |
| Sabino Islas    | -57,2kg (m) | 16e       | 1ste ronde: V van EST Seeberg: punten |
| Carlos Orellana | -61,2kg (m) | 17e       | 1ste ronde: V van SWE Ågren: punten |
| Emilio Ballado  | -66,7kg (m) | 17e       | 1ste ronde: V van NOR Andreassen: punten |

### Moderne vijfkamp
| Olympiër          | Discipline | Resultaat | Prestatie    |
| ----------------- | ---------- | --------- | ------------ |
| Humberto Anguiano | mannen     | 30e       | 118,5 punten |
| Luis Casíllas     | mannen     | 35e       | 134,5 punten |

### Polo
| Olympiër                                                   | Discipline | Resultaat | Prestatie                                                                                               |
| ---------------------------------------------------------- | ---------- | --------- | --- |
| Juan Gracia Julio Mueller Antonio Nava Alberto Ramos Sesma | mannen     | Brons     | groep A: 3de V van Groot-Brittannië: 11-13 V van Argentinië: 5-15 bronzen finale: W van Hongarije: 16-2 |

### Schermen
| Olympiër              | Discipline | Resultaat | Prestatie |
| --------------------- | ---------- | --------- | --- |
| Antonio Haro          | degen (m)  | 16e       | 1ste ronde groep 6: 1ste met 4 overwinningen kwartfinale 4: 1ste met 6 overwinningen halve finale 1: 8ste met 2 overwinningen |
| Jose Martinez-Zorilla | degen (m)  | 41e       | 1ste ronde groep 7: 6de met 5 overwinningen                                                                                   |
| Antonio Haro          | floret (m) | DNS       | niet gestart |
| Antonio Haro          | sabel (m)  | DNS       | niet gestart |
| Jose Martinez-Zorilla | sabel (m)  | DNS       | niet gestart |

### Schietsport
| Olympiër       | Discipline              | Resultaat | Prestatie  |
| -------------- | ----------------------- | --------- | ---------- |
| Alvaro García  | 50m geweer liggend (m)  | 13e       | 294 punten |
| Antonio García | 50m geweer liggend (m)  | 44e       | 288 punten |
| Gustavo Huet   | 50m geweer liggend (m)  | 7e        | 296 punten |
| Carlos Acosta  | 25m snelvuurpistool (m) | onbekend  |            |
| Guillermo Huet | 25m snelvuurpistool (m) | 17e       | 26 punten  |

### Schoonspringen
| Olympiër     | Discipline    | Resultaat | Prestatie    |
| ------------ | ------------- | --------- | ------------ |
| Jesús Flores | 10m toren (m) | 24e       | 73,28 punten |

Afghanistan · Argentinië · Australië · België · Bermuda · Bolivia · Brazilië · Brits-Indië · Bulgarije · Canada · Chili · Colombia · Costa Rica · Denemarken · Duitsland · Egypte · Estland · Filipijnen · Finland · Frankrijk · Griekenland · Groot-Brittannië · Hongarije · IJsland · Italië · Japan · Joegoslavië · Letland · Liechtenstein · Luxemburg · Malta · Mexico · Monaco · Nederland · Nieuw-Zeeland · Noorwegen · Oostenrijk · Peru · Polen · Portugal · Republiek China · Roemenië · Tsjecho-Slowakije · Turkije · Uruguay · Verenigde Staten · Zuid-Afrika · Zweden · Zwitserland